# Evergreen (MAN WITH A MISSIONの曲)
「evergreen」（エバーグリーン）は、MAN WITH A MISSIONの8作目の配信シングル。2020年12月29日にSony Music Records (Sony Music Labels)から配信リリースされた。

## 概要
- 前作『All You Need』から約1ヶ月振りのリリース。
- 3ヶ月連続配信リリースの第3弾。
- 表題曲「evergreen」は、東洋水産『マルちゃん赤いきつねと緑のたぬき』「天ぷら月編」のCMソングである[5]。
- 本曲のコンセプトに関して、Jean-Ken Johnnyは「永遠ニ続イテ欲シイト願イナガラモ刹那的ナ一瞬ニモ焦ガレル。青春トハナントモ矛盾シタ、デモダカラコソ美シイモノナノダト思イマス」「自分自身モ思イ出シナガラ抽出シタ感情ト情景ヲ音ニシマシタ」とコメントしている[5]。
- 2021年8月20日に出演した「FUJI ROCK FESTIVAL'21」ではGREEN STAGEで1曲目として演奏された。

## 収録曲
1. evergreen
作詞・作曲：Jean-Ken Johnny
編曲：MAN WITH A MISSION, 草間敬
  - 東洋水産『マルちゃん赤いきつねと緑のたぬき』「天ぷら月編」CMソング